# Иванчища
Иванчища (на македонска литературна норма: Иванчишта; на албански: Ivançishti) е село в община Кичево, в западната част на Северна Македония.

## География
Селото е разположено в областта Горна Копачка в източните склонове на планината Стогово.

## История

### Етимология
Според академик Иван Дуриданов името е от първоначален патроним на -ишти < -itji от личното име Иванко или Иванчо и съответства на сръбските и хърватски топоними Ivančići.

### В Османската империя
В XIX век Иванчища е чисто българско село в Кичевска каза на Османската империя. Църквата „Свети Никола“ е от средата на XIX век, а църквата „Свети Атанасий“ е по-стара.
В „Етнография на вилаетите Адрианопол, Монастир и Салоника“, издадена в Константинопол в 1878 година и отразяваща статистиката на населението от 1873 година, Иванчища (Ivantchischta) е посочено като село със 17 домакинства с 62 жители българи. Според статистиката на Васил Кънчов („Македония. Етнография и статистика“) към 1900 година в Иванчища живеят 336 българи-християни. На Етнографската карта на Битолския вилает на Картографския институт в София от 1901 година Иванчица е чисто българско село в Кичевската каза на Битолския санджак с 40 къщи.
По време на Илинденското въстание, на 25 юли 1903 година Иванчища е изгорено и ограбено от 150 башибозуци и 200 души редовен аскер.
Цялото село е под върховенството на Българската екзархия. По данни на секретаря на екзархията Димитър Мишев („La Macédoine et sa Population Chrétienne“) в 1905 година в Иванчища има 320 българи екзархисти и функционира българско училище.

Главният учител Борис Траевски, който ревизира училището в Иванчища през 1907 година, пише за селото:
| „ | ...Икономическото състояние на населението е добро; населението се занимава най-вече със земеделие, покрай това значително със скотовъдство..., отиване в чужбина да работят халваджилък и зидарство. Особено впечатление прави населението в това село, защото се забелязва солидарност, пълно съзнание за националността си, жива заинтересованост към училищните работи, пристойна обноска и уважение към учителя... | “ |

Статистика, изготвена от кичевския училищен инспектор Кръстю Димчев през лятото на 1909 година, дава следните данни за Иванчища:
| Домакинства | Гурбетчии | Грамотни | Грамотни | Грамотни | Неграмотни | Неграмотни | Неграмотни |
| Домакинства | Гурбетчии | мъже     | жени     | общо     | мъже       | жени       | общо       |
| ----------- | --------- | -------- | -------- | -------- | ---------- | ---------- | ---------- |
| 63          | 53        | 36       | 9        | 45       | 141        | 158        | 299        |

При избухването на Балканската война 15 души от Иванчища са доброволци в Македоно-одринското опълчение.

### В Сърбия, Югославия и Северна Македония
След Междусъюзническата война в 1913 година селото попада в Сърбия.
По време на българското управление на Вардарска Македония през Първата световна война Иванчища е част от Кленовска община в Кичевска околия на Битолски окръг и има 389 жители.
На етническата си карта на Северозападна Македония в 1929 година Афанасий Селишчев отбелязва Иванчища като българско село.
Според преброяването от 2002 година селото има 29 жители македонци.
От 1996 до 2013 година селото е част от община Другово.

## Личности
Родени в Иванчища
- Бимбил Митрев Николов, български революционер от ВМОРО, действал в Копачка[15]
- Дафинче Петков Карафилов (1877 – ?), български революционер от ВМОРО, четник на Деян Димитров, участвал в Ърбиновската битка с Кичевската чета, дошла на помощ на Дебърчанската[16]
- Мето Петровски (1935 – 2019), северномакедонски режисьор
- Станко Симянов Велянов, български революционер от ВМОРО[17]
- Стоймир Симяноски (1937 – 2017), писател от Република Македония
- Трайче Фидонов Карафилов (1864 – ?), български революционер от ВМОРО, четник на Янаки Янев[15]